# Paavo Lipponen

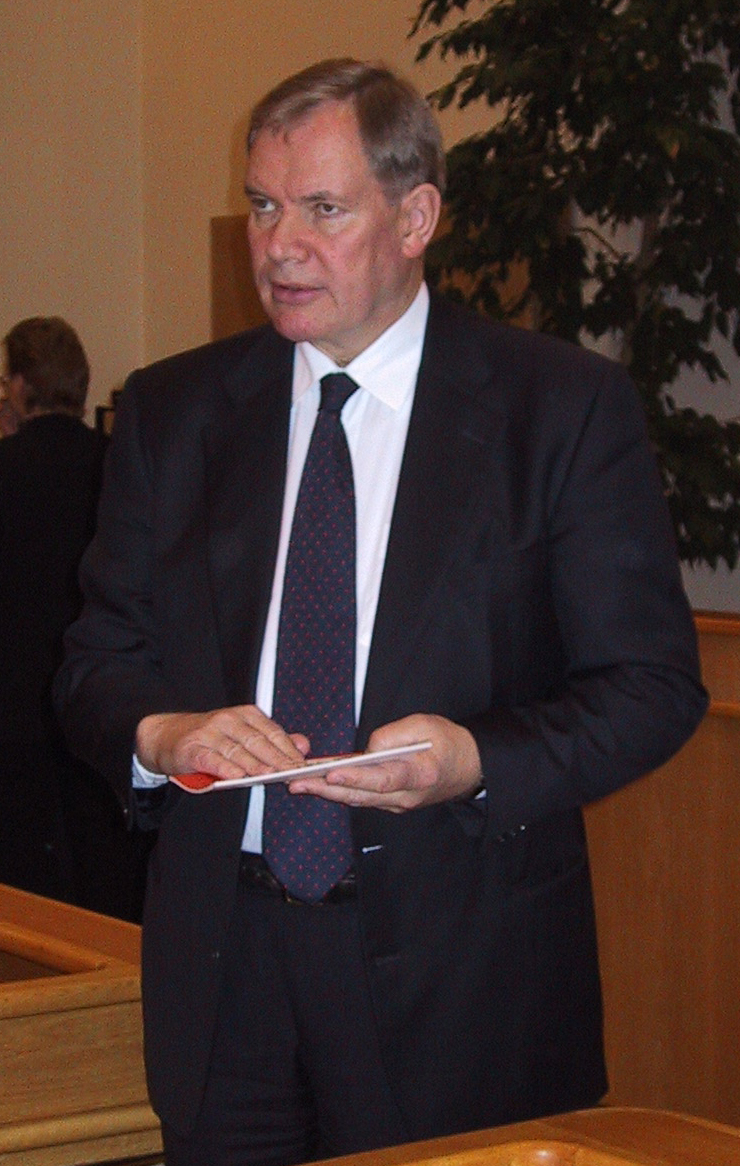
Paavo Lipponen (2002)

Paavo Tapio Lipponen [ˈpɑːvɔ ˈlipːɔnɛn]  (* 23. April 1941 in Turtola) ist ein finnischer Politiker und war bis 2007 Präsident des finnischen Parlaments. Von 1993 bis 2005 war er Vorsitzender der finnischen Sozialdemokratischen Partei und von 1995 bis 2003 finnischer Premierminister.

## Leben
Geboren wurde er im nordfinnischen Turtola. Seine Kindheit verbrachte er in Kuopio. 1959 machte er dort seinen Schulabschluss und studierte anschließend ein Jahr lang Philosophie und Literatur am Dartmouth College in Hanover, New Hampshire, USA.
Zurückgekehrt nach Finnland zog er nach Helsinki und machte dort 1971 an der Universität Helsinki seinen Abschluss in internationaler Politikwissenschaft. Von 1963 bis 1965 war er Redakteur der Studentenzeitschrift Ylioppilaslehti und von 1965 bis 1967 freier Mitarbeiter beim finnischen öffentlich-rechtlichen Rundfunk Yleisradio.
In der Sozialdemokratischen Partei Finnlands (SDP) hatte er von 1967 bis 1979 verschiedene Posten inne, rückte aber erstmals in den Blickpunkt der Öffentlichkeit, als er 1979 für vier Jahre Sekretär des damaligen Premierministers Mauno Koivisto wurde.
Von 1983 bis 1987 war Lipponen Abgeordneter des finnischen Parlaments und wurde 1991 wiedergewählt. 1993 wurde er zum Vorsitzenden der finnischen Sozialdemokratischen Partei gewählt, die unter seiner Leitung die Parlamentswahlen in den Jahren 1995 und 1999 gewann. Im zweiten Halbjahr 1999 übernahm er für ein halbes Jahr den Ratsvorsitz des Europäischen Rates. 2005 wurde Lipponen als Parteivorsitzender von Eero Heinäluoma abgelöst und war bis 2007 Präsident des finnischen Parlaments.
2008 wurde Lipponen Berater von Nord Stream. Nach Angaben der Tageszeitung „Helsingin Sanomat“ bot der ehemalige Kanzler Gerhard Schröder zusammen mit Nord-Stream-Konzernchef Matthias Warnig dem Finnen den auf ein Jahr befristeten Beraterposten an.
Bei der Präsidentschaftswahl in Finnland 2012 wurde er von der SDP als Kandidat aufgestellt, erhielt aber nur 6,7 % womit er auf dem fünften Platz aller Kandidaten landete. Damit verlor die SDP nach 30 Jahren das Amt des Präsidenten der Republik Finnland.
Er ist seit 1998 mit der Geschichtslehrerin Päivi Lipponen (ehemalige Hertzberg) verheiratet, mit der er zwei Töchter hat.

## Werke
- Paavo Lipponen: Die Vernunft siegt. Hrsg.: Roman Schatz. BWV, Berlin 2014, ISBN 978-3-8305-3402-0 (Sammlung von Essays und Reden).